# Erisipela
L'erisipela (dal greco antico ερυσίπελας?, erysípelas, "pelle rossa") è un'infezione acuta della pelle, che coinvolge il derma profondo e in parte l'ipoderma, causata da batteri piogeni. Principale responsabile è lo streptococco beta-emolitico di gruppo A e talora lo stafilococco aureo o altri germi meno comuni.
Il punto d'ingresso del batterio nella pelle può essere rappresentato da una piccola lesione della cute, ad esempio, una piccola ferita, un graffio, una puntura d'insetto e anche un'infezione micotica interdigitale che determina macerazione della pelle. 
Le sedi più comuni d'insorgenza della malattia sono braccia, gambe e volto (è molto raro che si abbia un'affezione bilaterale).

## Storia
In passato l'erisipela era una malattia estremamente grave, con un tasso di mortalità che negli anziani e nei bambini sfiorava il 100%. Le incisioni dermatologiche ottocentesche riportano le prime fedeli immagini dell'erisipela. Il Cerano (pittore barocco Giovanni Battista Crespi) nel 1610 dipinge nei "quadroni" del duomo di Milano il miracolo di Aurelia degli Angeli, affetta da erisipela. L'episodio, con una dettagliata descrizione della malattia, si narra nella "Vita di San Carlo Borromeo" di Giovanni Pietro Giussano (1610): “Aurelia delli Angeli di Milano aveva la gamba sinistra molto guasta dal male del canchero, con alcuni buchi profondi in essa, per la carne, e li nervi marciti, uscendo dalle invecchiate piaghe di tre anni, insieme con molta copia di materia carognosa, tanto gran fettore, che l'istesso Cirurgico veniva quasi meno nel medicarla. La gravezza di questo male gli teneva addosso la febbre continua, non potendosi trovare medicamento potente a sanarla (...)"

## Sintomi
La malattia di solito esordisce improvvisamente con febbre (anche elevata), sensazione di freddo e brividi e malessere generale. Sulla pelle si evidenzia una chiazza arrossata, leggermente rilevata con margini netti. La superficie cutanea nella zona colpita appare liscia, lucida, tesa e calda, dolente al tatto. Talvolta si possono manifestare anche vescicole, bolle o lesioni purpuriche (specialmente se sono colpiti gli arti inferiori).

## Diagnosi
La diagnosi è generalmente clinica, si basa cioè sull'esame obiettivo.
Va distinta dall'eritema nodoso, dove manca la febbre con brividi e il processo è meno acuto, e dalla tromboflebite in cui l'eritema e l'edema sono lineari e chiaramente localizzati sopra una struttura vascolare.
Risulta difficile distinguerla da un attacco acuto di gotta o da una borsite acuta se il processo interessa caviglia o piede.

## Terapia
La terapia consiste essenzialmente in somministrazione di antibiotici (prevalentemente cefalosporine o macrolidi). Da evitare l'uso di farmaci antinfiammatori non steroidei (FANS) sospettati di favorire l'evoluzione verso le forme più gravi della malattia.
Per alleviare il dolore e il fastidio e accelerare il processo di guarigione, si possono:
- apporre impacchi freddi sulla pelle
- applicare lozioni per impedire che la pelle diventi secca e screpolata
- utilizzare antidolorifici antinfiammatori, come l’ibuprofene (nonostante appartenga agli antinfiammatori non steroidei menzionati poco sopra come da evitare)
- indossare calze a compressione una volta che l’infezione si è risolta
- trattare eventuali lesioni della pelle con una crema applicata direttamente[1]